# Nissan Vanette
Le Nissan Vanette est un fourgon produit par Datsun, puis Nissan de 1978 à 2010. Il est ensuite remplacé par les Nissan Serena et Nissan NV200.

## Première génération (1978 - 1988)

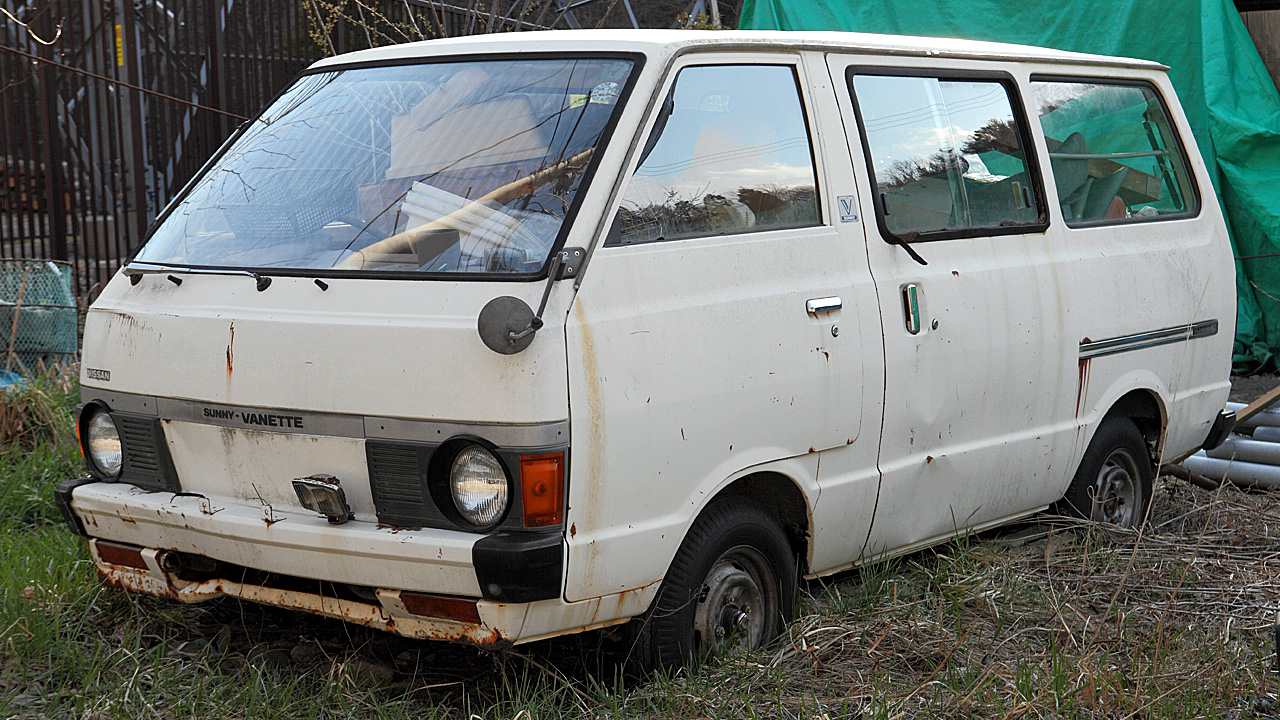
Nissan Sunny Vanette

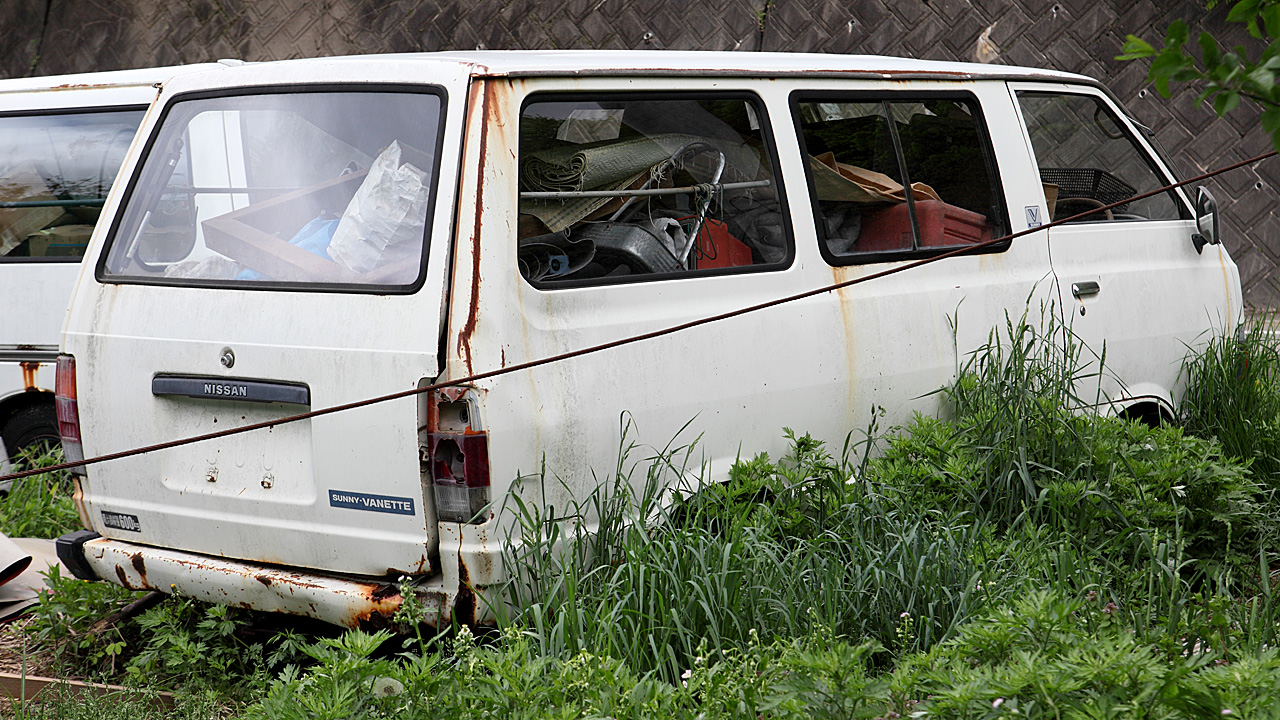
Nissan Sunny Vannette

### Nissan Vanette C22

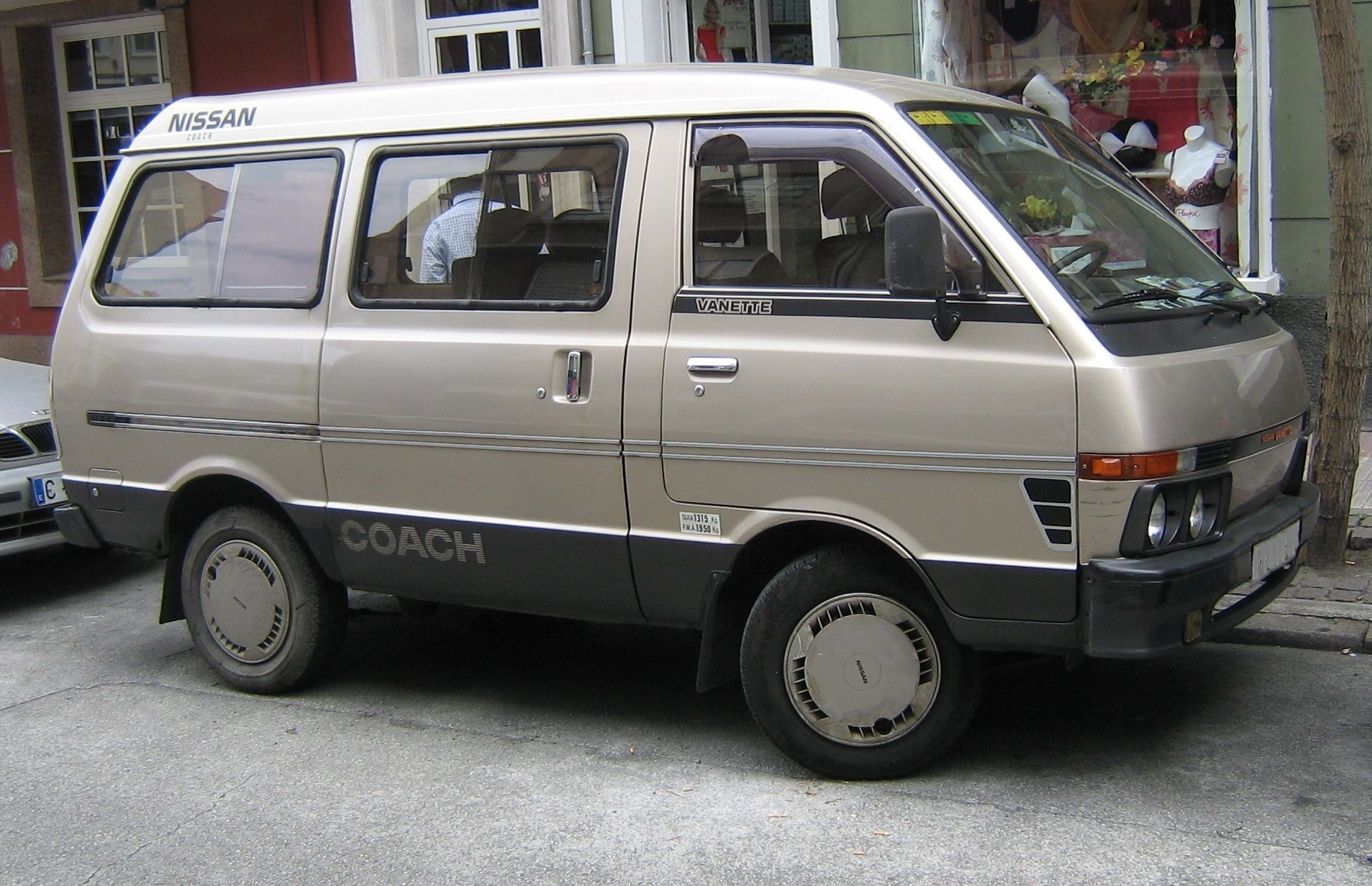
Nissan Vanette (C22)

### Nissan Vanette E

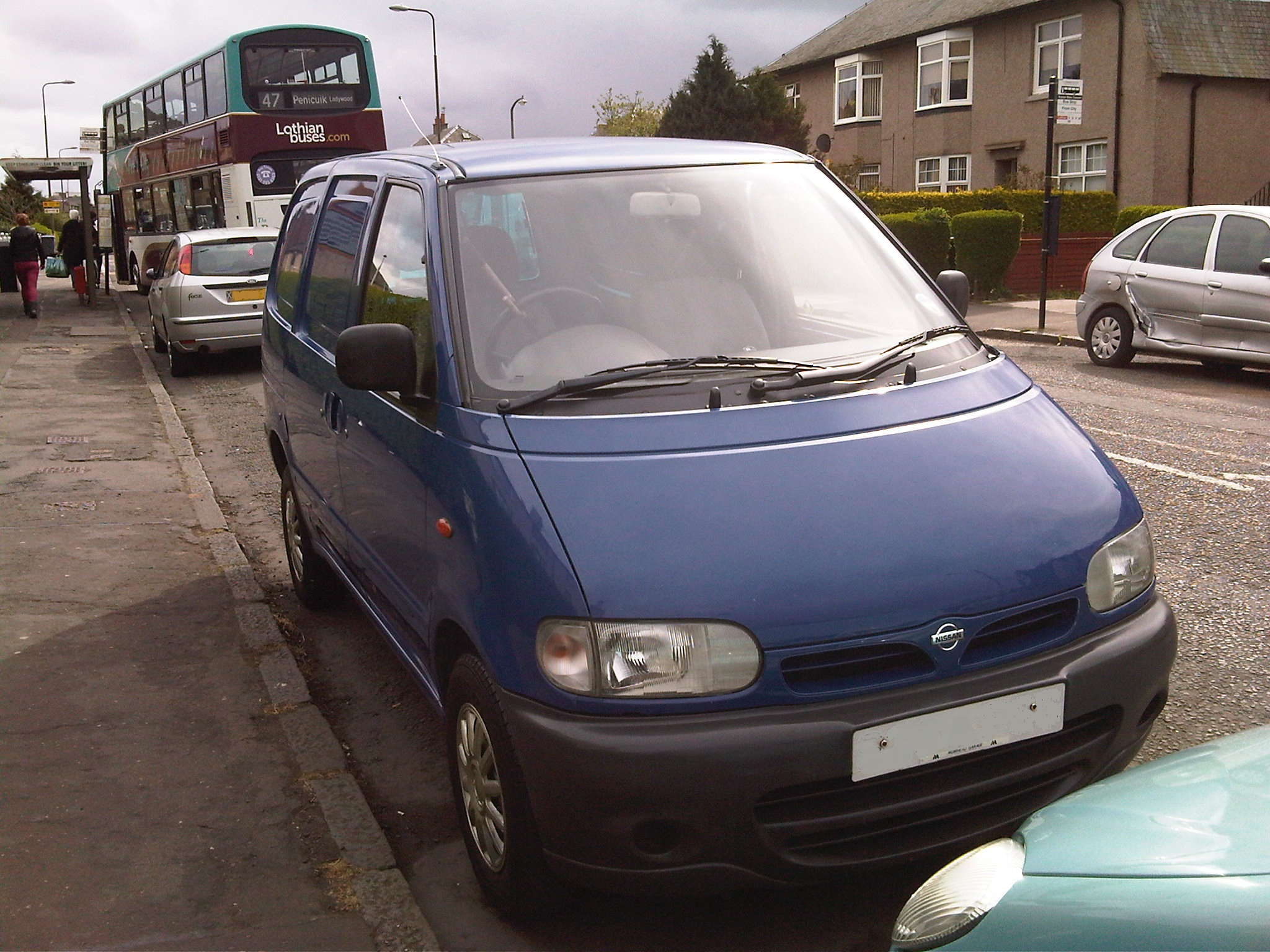
Nissan Vanette E

### Nissan NV200 Vanette

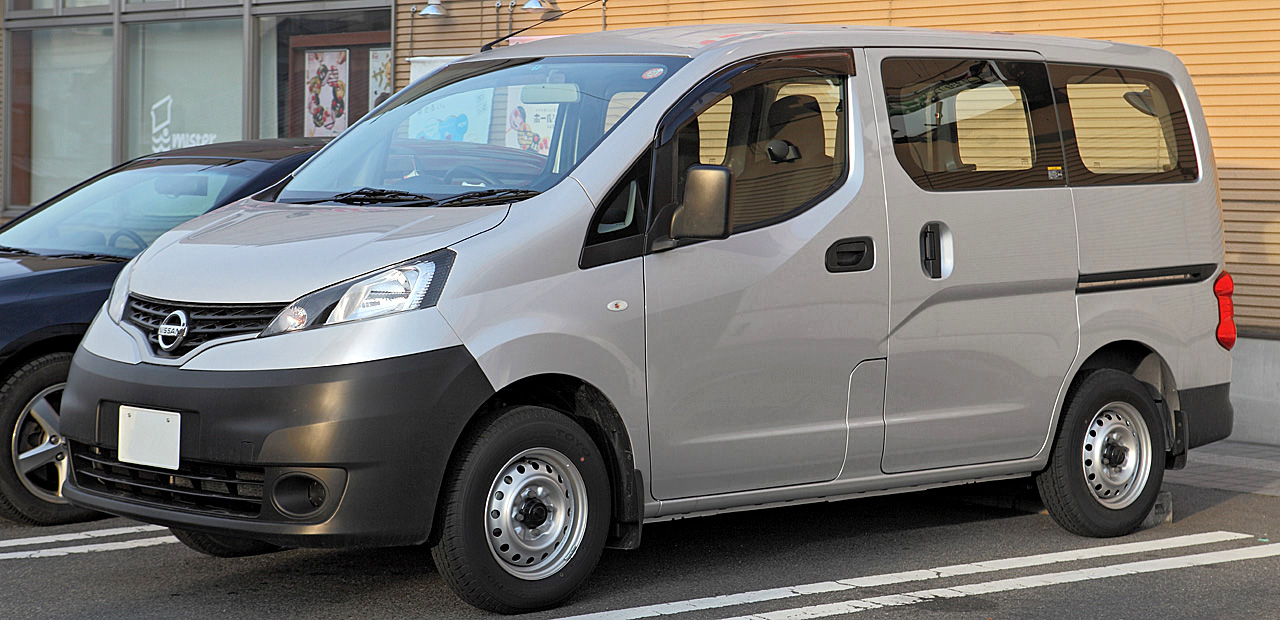
Nissan NV200 Vanette